# Dagon (anime)
Dagon (jap. Ikinari Dagon, ang. Dagon in the Land of Weeds) – japoński serial anime wyprodukowany w 1988 roku przez Nippon Animation w reżyserii Kazuyoshi Yokota. W Polsce emitowany był na kanale Top Canal z polskim lektorem.

## Fabuła
Serial anime opisuje przygody Dagona, który po awaryjnym lądowaniu na Ziemi, trafia do królestwa owadów, gdzie poznaje piękną Marilyn i musi stoczyć walkę z podstępną jaszczurką.